# Анажатуба

Анажатуба на карте штата.

Анажатуба (порт. Anajatuba) — муниципалитет в Бразилии, входит в штат Мараньян. Составная часть мезорегиона Север штата Мараньян. Входит в экономико-статистический микрорегион Байшада-Мараньенси. Население составляет 25 291 человек на 2010 год. Занимает площадь 1011,129 км². Плотность населения — 25,01 чел./км².
Праздник города — 22 июля.

## Демография
Согласно сведениям, собранным в ходе переписи 2010 г. Национальным институтом географии и статистики (IBGE), население муниципалитета составляет:
| Полное население                               | Полное население                               | Полное население                               | Полное население                               | 25 291 |
| ---------------------------------------------- | ---------------------------------------------- | ---------------------------------------------- | ---------------------------------------------- | ------ |
| в том числе:                                   | Городское население                            | 7015                                           | Процент городского населения, %                | 27,74  |
|                                                | Сельское население                             | 18 276                                         | Процент сельского населения, %                 | 72,26  |
|                                                | Мужское население                              | 12 959                                         | Процент мужского населения, %                  | 51,24  |
|                                                | Женское население                              | 12 332                                         | Процент женского населения, %                  | 48,76  |
| Плотность населения, чел/км²                   | Плотность населения, чел/км²                   | Плотность населения, чел/км²                   | Плотность населения, чел/км²                   | 25,01  |
| Население муниципалитета в % к населению штата | Население муниципалитета в % к населению штата | Население муниципалитета в % к населению штата | Население муниципалитета в % к населению штата | 0,38   |

По данным оценки 2016 года, население муниципалитета составляет 26 880 жителей.

## История
Город основан 22 июля 1854 года. 

## Статистика
- Валовой внутренний продукт на 2003 год составляет 30 210 828,00 реалов (данные: Бразильский институт географии и статистики).
- Валовой внутренний продукт на душу населения на 2003 год составляет 1363,86 реала (данные: Бразильский институт географии и статистики).
- Индекс развития человеческого потенциала на 2000 год составляет 0,567 (данные: Программа развития ООН).